# Обикновен олигодон
Обикновните олигодони (Oligodon arnensis) са вид влечуги от семейство Смокообразни (Colubridae).
Разпространени са в Южна Азия.
Таксонът е описан за пръв път от английския естественик Джордж Шоу през 1802 година.